# Charles Fletcher Lummis
Charles Fletcher Lummis (Lynn, Massachusetts, 1 de marzo de 1859-Los Ángeles, 24 de noviembre de 1928) fue un periodista, historiador, fotógrafo, poeta, hispanista, bibliotecario y activista estadounidense defensor de los derechos de los amerindios.

## Biografía
Charles F. Lummis se formó en Harvard, donde publicó con gran éxito algunos poemas y fue compañero de promoción de Theodore Roosevelt, pero abandonó las clases para ejercer el periodismo en Cincinnati. En 1884 fue contratado por el periódico Los Angeles Times y se propuso cubrir a pie 3500 millas (más de 5600 km) a lo largo de 143 días por el estado de Nuevo México; se rompió un brazo, pero su aventura determinó para siempre su pasión por el mundo indígena y español. Transcribió y publicó su experiencia en A Tramp Across the Continent (1892).
En 1888 marchó a San Mateo (Nuevo México), para recuperarse de una parálisis; allí inició los estudios sobre los indios pueblo. Amenazado de muerte a raíz de la publicación de sus artículos sobre jefes locales corruptos, se instaló en la comarca indígena de Isleta; allí trabó amistad con dos especialistas de las culturas amerindias, el arqueólogo Adolph Bandelier y el padre Anton Docher.
Lummis también defendió infatigablemente a los hopi y fundó el Landmarks Club of Southern California para preservar las misiones españolas creadas por fray Junípero Serra. En 1892 publicó Some Strange Corners of Our Country.
En 1893 publicó The Spanish Pioneers sobre la conquista española de América, inspirándose en los héroes de Carlyle. La traducción al español por Arturo Cuyás la financió el filántropo español Juan Cebrián Cervera. En dicha obra, Lummis valora en especial el mestizaje de la cultura española contra el racismo anglosajón de su tiempo, tal como lo recalca en su prólogo:

Porque creo que todo joven sajón-americano ama la justicia y admira el heroísmo como yo, me he dedicado a escribir este libro. La razón de que no hayamos hecho justicia a los exploradores españoles es, sencillamente, porque hemos sido mal informados. Su historia no tiene paralelo; pero nuestros libros de texto no han reconocido esta verdad, si bien ahora ya no se atreven a disputarla. Gracias a la nueva escuela de historia americana vamos ya aprendiendo esa verdad, que se gozará en conocer todo americano de sentimientos varoniles. En este país de hombres libres y valientes, el prejuicio de la raza, la más supina de todas las ignorancias humanas, debe desaparecer.

Entre 1893 y 1894, Lummis estuvo diez meses en Perú. Editó entonces una revista, Land of Sunshine —que retituló en 1901 Out West—, donde publicó obras de famosos escritores, como John Muir y Jack London. En los once años que tuvo ese cargo, publicó más de quinientos títulos en estas publicaciones.
Fue varios años bibliotecario municipal de la ciudad de Los Ángeles y fundó el Southwest Museum en 1914; su casa en El Alisal, Casa Lummis, acabó siendo la sede de la Historical Society of Southern California.

## Obras

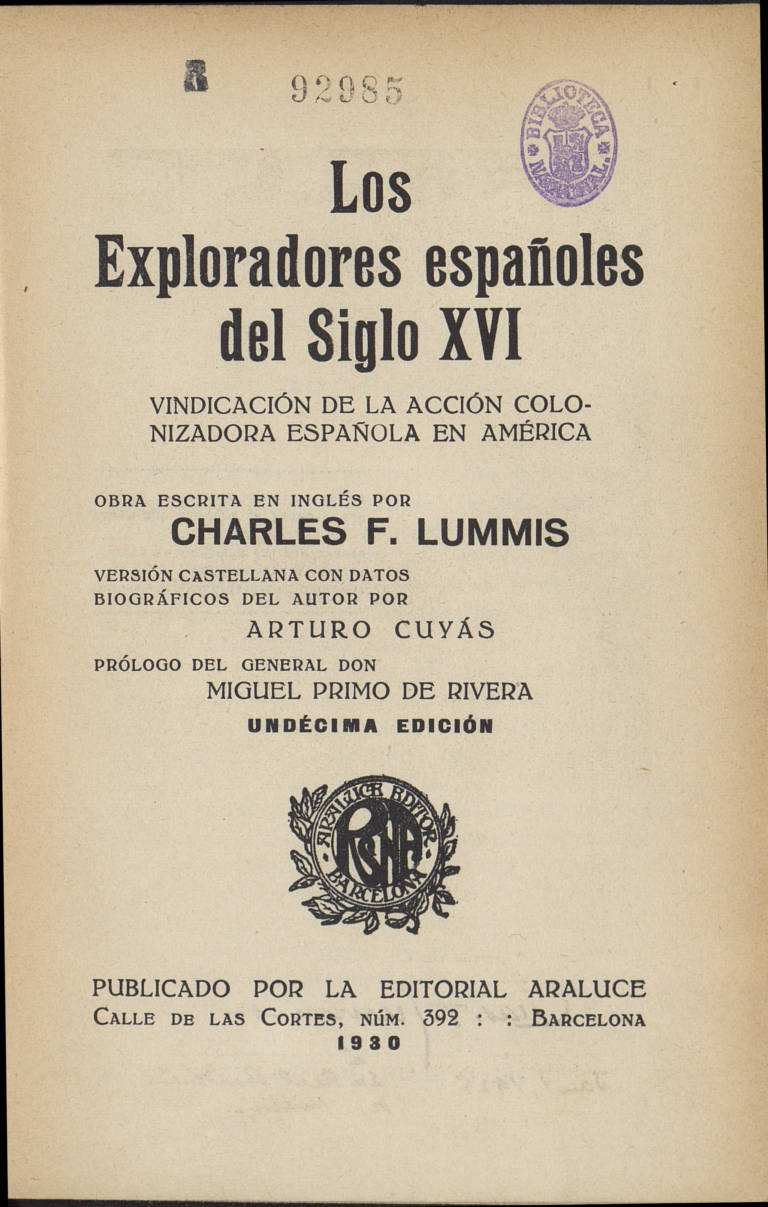
Traducción al español de The Spanish Pioneers.

- A New Mexico David and Other Stories & Sketches of The Southwest [Scribner's 1891]
- A Tramp Across The Continent [1892]
- The Land of Poco Tiempo [Scribner's orig 1893 & 1925]
- The Spanish Pioneers [McClurg Chicago 1893] Hay traducción en castellano: Los Exploradores españoles del Siglo XVI. Barcelona: Ramón de S. N. Araluce, 1916.

- Man Who Married the Moon and Other Pueblo Indian Folk Tales [1894]
- My Friend Will [1894]
- The Gold Fish of Gran Chimu: A Novel [Lamson, Wolffe 1896, McClurg 1911]
- The Awakening of A Nation: Mexico of Today [Harper & Bros. 1897]
- The King Of The Broncos and Other Stories of New Mexico [1897, Scribner's 1915 & 1928]
- Pueblo Indian Folk-Stories [Appleton-Century 1910]
- Mesa, Cañón and Pueblo [Appleton-Century 1925]
- Some Strange Corners of Our Country: The Wonderland of the Southwest [1892]
- A Bronco Pegasus: Poems [Houghton Mifflin 1928]
- Flowers of Our Lost Romance [Houghton Mifflin 1929]
- General Crook and the Apache Wars [1966]
- Dateline Fort Bowie: Charles Fletcher Lummis Reports on an Apache War [1979]
- Letters From The Southwest: September 20, 1884 to March 14, 1885 [1989]
- Bullying The Moqui [1968]
- The Prose of It (poema sobre Gerónimo) [c. 1926]
- The Enchanted Burro: Stories of New Mexico & South America [a. 1912]
- New Mexican Folk Songs [UNM Press 1952]